# Trinidad García de la Cadena
José Trinidad García de la Cadena González (Villa del Refugio, Zacatecas; 15 de noviembre de 1823 - Zacatecas, Zacatecas; 1 de noviembre de 1886) fue un militar y político mexicano.

## Familia
- Padre: Ramón García de la Cadena Nacido en 1798 - San Antonio, Villa del Refugio, Zacatecas, Fallecido en 1870 - San Antonio, Villa del Refugio, Zacatecas, a la edad de 72 años
- Madre: Estefanía González 1801-1873

### Hermanos
- Teodosia García de la Cadena González 1821- Casada el 4 de febrero de 1843, Villa del Refugio, Zacatecas (Santa María Mecatabasco), con Pedro Sandoval Valdivia 1813-

- José Mariano García de la Cadena González 1826-

- Ignacio García de la Cadena González 1829- Casado el 2 de febrero de 1848, Villa del Refugio, Zacatecas (Santa María Mecatabasco), con Leonarda Magdaleno Martínez 1831-

### Casamiento(s) y/e  hijo(s)
- Casado con: Rita Raigosa Arroyo de Anda 1820-
- Hijo: José Manuel Alberto García de la Cadena Raigosa 1823-

Fuente:  Seminario de Genealogía Mexicana

## Biografía
Participó en la Revolución de Ayutla, en la Guerra de Reforma, en la Segunda intervención francesa en México, en el Plan de la Noria y el Plan de Tuxtepec, además de ser candidato a la presidencia en las elecciones federales de 1880.

Trinidad García de la Cadena nació y murió en Zacatecas.

Se encuentra entre los más destacados gobernantes de su estado. Su cercanía con el general Porfirio Díaz, entonces presidente de la República, le permitió emprender mejoras materiales y sociales. Para Porfirio Díaz, Trinidad García de la Cadena fue un aliado indispensable por el prestigio de que gozaba en Zacatecas, lo cual garantizaba la paz en esa región. 
Su actitud segura y decidida le hizo lanzar su candidatura a la presidencia en 1880, lo que marcó un distanciamiento definitivo entre él y Díaz.
El 31 de octubre de 1886, García de la Cadena es aprehendido por órdenes de Porfirio Díaz debido a su oposición a la reelección indefinida del dictador. Señalado como jefe de una sublevación contra Díaz, es muerto al día siguiente en la Estación de González y sus restos sepultados en la hacienda de La Gruñidora, en Zacatecas.

## Intervención Francesa
El 13 de mayo de 1864, Nochistlán de Mejía sufrió un ataque por parte de entre 2000 y 3000 efectivos franceses comandados por el Conde de Potier y 800 conservadores al mando de Tovar. Contábase entonces 75 militares más algunos civiles los que hicieron frente a la ofensiva, siendo el jefe de armas y autoridad política el coronel Jesús Mejía y comandante Leocadio González. Aunque la lucha fue con heroísmo cayó la plaza, contándose entre muertos en combate y fusilados 104 patriotas. Boletines del ejército mexicano adjudican asimismo la participación del General García de la Cadena en el hecho de armas.

## Segundo Imperio Mexicano
A pesar de los esfuerzos emprendidos, el gobierno imperial nunca pudo exterminar por completo a los bandidos ni a los guerrilleros. Desde el momento en que Maximiliano se convirtió en emperador y colocó a sus representantes en cada uno de los departamentos, surgieron guerrillas republicanas que luchaban por expulsar a los franceses. Fueron muy conocidas, por ejemplo, las que dirigían Trinidad García de la Cadena, quien asoló el norte de Jalisco, Zacatecas y Aguascalientes. A principios de febrero de 1866, al frente de 800 hombres se apoderó de Teocaltiche, donde liberó a los presos e impuso un préstamo forzoso a sus habitantes, acto habitual de los militares en la época.

## Gobiernos de Benito Juárez
En julio de 1867, Juárez estableció su gobierno en la Ciudad de México. Se restableció el modelo político planteado en la Constitución de 1857 y las Leyes de Reforma. A la par, el gobierno de Juárez tenía que lograr la pacificación del territorio. Numerosos levantamientos fueron ocasionados y de cualquier forma, el gobierno federal las calificaba como clericales y las reprimió en forma sangrienta.
"...Siento profundamente el paso extraviado que han dado esos pueblos, porque no es la revolución a mano armada sino los medios legales los únicos que deben emplearse para separar de sus funciones a las autoridades legítimamente establecidas. El arbitrio a quien han apelado esos pueblos [...] destruye en su base las instituciones de la República..."

(Carta del presidente Juárez al general Trinidad García de la Cadena. Ciudad de México, diciembre 7 de 1868)
Siendo así las cosas, Donato Guerra, ligado a la administración juarista y fiel a ella, en 1869 perseguía al “incorregible cacique de Zacatecas” Trinidad García de la Cadena, siendo el primero herido en combate entre ambos en abril de 1870. En noviembre de ese mismo año, Donato recibiría de Juárez el grado de General Efectivo de Brigada.

Con todo, la comunicación entre Guerra y Juárez se interrumpiría en octubre de 1871, fecha en la que Guerra decidiría retirarse definitivamente del Ejército Republicano para ponerse a las órdenes del hombre que se levantó en contra de la “reelección indefinida” de Juárez: Porfirio Díaz.
“Que ningún ciudadano se imponga y perpetúe en el ejercicio del poder, y ésta será la última revolución.
Porfirio Díaz, La Noria, noviembre de 1871”

## El plan de La Noria y la derrota en el cerro de La Bufa
El sitio de Zacatecas fue planeado conjuntamente por los generales rebeldes Donato Guerra, Trinidad García de la Cadena, Tomás Borrego, Pedro Martínez y Jerónimo Treviño. Hasta donde puede observarse, este hecho de armas - acontecido el 2 de marzo de 1872 - fue conocido como “el grillo de la Bufa” y se distinguió por estar lleno de infortunios y desaciertos para los rebeldes.
El ejército al que mandaba Jerónimo Treviño, un ejército de ocho mil hombres, había sido aniquilado por completo por el general Sóstenes Rocha. De estos ocho mil soldados, en efecto: murieron cerca de mil, desertaron más de cinco mil, apenas unos dos mil lograron huir, para luego dividir sus fuerzas.
Luego de este episodio, Guerra y los generales rebeldes vieron languidecer sus tropas y comenzaron a replegarse: Treviño se marchó a Nuevo León, Martínez lo hizo a San Luis Potosí, Borrego a Chihuahua, Guerra a Durango y García de la Cadena a Coahuila.
Don Benito tenía sometida a la revolución. Estaba en control del país. Por eso sorprendió a todos que, esa primavera, al ser abiertas las sesiones de la legislatura, tras informar a los diputados que la rebelión había sido vencida, anunciara que mantendría las facultades extraordinarias concedidas al comienzo de su gobierno. La iniciativa provocó rechazo. Sin embargo, tras la súbita e inesperada muerte de Juárez, todos los adheridos al Plan de la Noria, una vez que vieron que el poder se había depositado conforme a la ley - y sin un motivo pues había muerto a quien intentaban combatir—, acordaron el cese al fuego cuando se enteraron de que Lerdo de Tejada había expedido una amnistía.

## Apoyo a Díaz

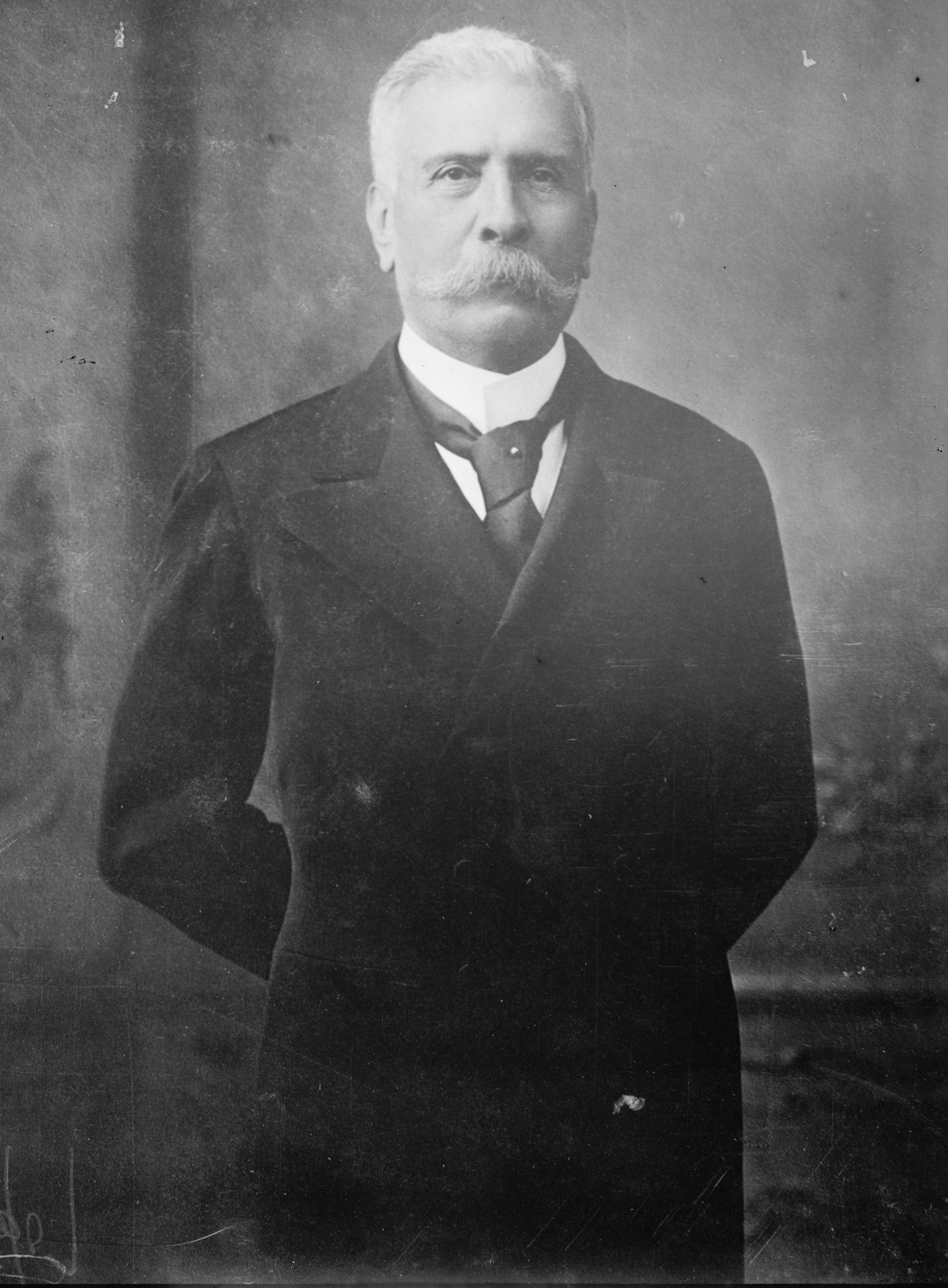
De cercanía la relación entre Díaz y García de la Cadena se convirtió en una profunda enemistad

El 9 de enero de 1873 varios de sus partidarios de más relieve (Donato Guerra, Manuel González, Protasio Tagle, Joaquín Ruiz, Manuel María de Zamacona, Trinidad García de la Cadena) firmaron un manifiesto en el que patrocinaban su candidatura para encabezar la Suprema Corte de Justicia.
“La incorporación del esclarecido Porfirio Díaz a uno de los poderes supremos”, decían, con la misma narrativa de siempre, “vigorizará a éstos con toda la popularidad que disfruta el más sincero y desprendido de nuestros hombres públicos, el héroe, que después de haber prestado relevantes servicios a la Patria, se retira contento a la vida campestre y hoy no abriga otro deseo que volver a ella”.
El titular de la Suprema Corte era electo por el voto de los mexicanos, por lo que su elevación al cargo dependía del presidente, en control de los comicios en México. En el curso de febrero, sin ese apoyo, los porfiristas optaron por dejar de trabajar en favor de su candidato. Lerdo promovió las aspiraciones de su amigo José María Iglesias, quien obtuvo así la mayoría de los votos, como todos auguraban, con lo que asumió más adelante la presidencia de la Suprema Corte de Justicia. Iglesias sería a partir de entonces vicepresidente de la República.

### ElPlan de Tuxtepecy elgabinete de Díaz
El 24 de julio de 1876, Trinidad García de la Cadena toma el poblado de Colotlán, Jalisco, donde impone nuevamente préstamos forzosos a sus habitantes y requisa caballos y armas para sostener la revolución de Tuxtepec, siendo hasta el 16 de diciembre del mismo año cuando el general confirmaría su adhesión al movimiento tuxtepecano mediante un telegrama dirigido a Porfirio Díaz desde Zacatecas.
El 5 de mayo de 1877, el general Porfirio Díaz tomó posesión de la Presidencia de México. Escogió para ello el decimoquinto aniversario de la batalla de Puebla. Su gabinete quedó conformado de la siguiente manera: Ignacio Vallarta en Relaciones, Pedro Ogazón en Guerra, Vicente Riva Palacio en Fomento, Matías Romero en Hacienda (en sustitución de Justo Benítez), Protasio Tagle en Justicia (en vez de Ignacio Ramírez) y Trinidad García Brito, hombre cercano a García de la Cadena, en Gobernación (en relevo de Tagle).
El 8 de octubre de 1878, García de la Cadena, en su calidad de secretario de Gobernación, firma un contrato con Emilio Biebuyck, representante de la línea interoceánica belga-mexicana, para el establecimiento de una ruta marítima entre puertos europeos y mexicanos.

### El presidente no sería reelecto
En julio de 1879, la legislatura de Morelos dirigió al Congreso de la Unión una iniciativa de ley que proponía que el presidente pudiera ser reelecto. Al respecto, el 16 de septiembre, al rendir su informe de gobierno ante el Congreso de la Unión, Porfirio Díaz anunciaría: “…debo hacer ante el Congreso la solemne protesta de que jamás admitiré una candidatura de reelección, aun cuando ésta no fuere prohibida por nuestro código, pues que siempre acataré el principio de donde emanó la revolución iniciada en Tuxtepec.” El primero en presentar su candidatura, luego del episodio, fue el general Trinidad García de la Cadena, en una carta publicada esos días por El Monitor Republicano.
Abiertamente antiporfirista, "El combate" (publicación periódica mexicana de la época) inició su quinto año con la postulación a la presidencia del entonces gobernador de Zacatecas, Trinidad García de la Cadena, y anunció: "La candidatura que hoy aparece en el 'Combate', es la que sostendrán también nuestros correligionarios en ideas políticas, los progresistas, que en diferentes estados tienen influencia decisiva, lo que nos hace esperar que triunfará supuesto que el pueblo está de su lado". Los redactores apoyaron esta candidatura como la única opción viable: "Mexicanos: no tenemos más que esta disyuntiva: o García de la Cadena en la presidencia o la anarquía. Elegid".
Tras descartar la reelección, el general Porfirio Díaz hizo saber a todos el papel que desempeñaría en las elecciones a la Presidencia. Su propósito, su obsesión, era evitar una guerra entre los contendientes. Para eso necesitaba un acuerdo, en el que tendría que hacer concesiones. “Nada hay resuelto todavía ni se resolverá sino teniendo presente la opinión dominante en todos los estados de la Federación”, aseguró Díaz. “Para conocerla, se celebrará una junta a la que asistan los gobernadores por sí mismos o por algún comisionado de toda su confianza”
Trinidad García de la Cadena informó que no asistiría a la junta de gobernadores en un mensaje difundido por la prensa. “Mi regla de conducta es Constitución”, declaró, “y nunca tomaré parte para distribuirnos el voto libre de los pueblos”. Estaba opuesto a que los gobernadores, como él mismo, asumieran el papel que le correspondía, en efecto, a los ciudadanos y a los electores.
La candidatura de Trinidad García de la Cadena, a pesar de ser una figura que arrasaría electoralmente en Zacatecas, carecía de un prestigio propiamente nacional. En otras palabras, no fue una candidatura sospechosa de ser adversa a Porfirio Díaz. Esas elecciones serían ganadas por el candidato porfirista Manuel González.

### Manuel González impone su autoridad en todos los estados de la República
Tanto el presidente formal como el que también mandaba, tenían la misma idea en cuanto a centralizar el poder con la colaboración de hombres leales en los estados. Por eso no fue extraño que Porfirio guardara silencio cuando Manuel González comenzó a desmontar cacicazgos, cuyos jefes se habían indisciplinado durante las elecciones presidenciales. Necesitaba para ello sofocar al general Juan N. Méndez en Puebla y al general Trinidad García de la Cadena en Zacatecas, y vencer la hegemonía que ejercía el licenciado Ignacio L. Vallarta en Jalisco. Los tres habían desafiado, hacía apenas un par de años, su candidatura a la Presidencia y el presidente determinó que había que aniquilarlos.
Toleró por un tiempo a Puebla. “Don Juan Méndez tiene demasiado en qué ocuparse destruyendo las combinaciones de sus enemigos personales, para que pueda pensar seriamente en revolucionar”, escribió a Díaz. “Ya he aconsejado a los amigos de aquellos rumbos prudencia y cordura”. Procedió en cambio contra Zacatecas, donde fue beneficiado por un pleito que enfrentó a García de la Cadena con un subordinado suyo, en cuyas manos había dejado el gobierno del estado, el general Jesús Aréchiga.
García de la Cadena le había enseñado a Aréchiga todo lo que sabía, desde que lo tomó como asistente personal y como le vio “excelentes condiciones para elevarse”, impulsó su carrera militar hasta llevarlo a general de brigada. En el terreno político lo hizo primero diputado local, después diputado federal y finalmente gobernador. Todavía en su toma de posesión, aseguraba que seguiría “la misma conducta de su ilustre predecesor”. Pero a menos de dos años de ocupar este cargo, tras la elección de diputados locales, Aréchiga desconoce a los candidatos ganadores fieles a su padrino y designa a los miembros de la legislatura, mientras con la guardia nacional y tropas federales manda aprehender en su casa a García de la Cadena el 26 de agosto de 1882 al mando de 400 hombres de la Guardia Nacional y de tropas federales.
Recluido en un hotel de Zacatecas (habilitado como cárcel) García de la Cadena, que por aquél entonces rondaba ya la edad de 67 años, le escribe a Aréchiga reprochándole el acto de cobardía que significó el asalto a su domicilio para “batir con cuatrocientos hombres a tres”, uno de los cuales era su sobrino y había caído muerto. Desde la prisión, García de la Cadena, se sincera y revela que, en efecto, Aréchiga fue electo gobernador pero por indicaciones suyas y porque lo prefirió en lugar de “notabilidades dignas, científicas y generalmente aceptadas”. Un mes después, García de la Cadena es liberado pero, en 1883, el carruaje en que viajaba es tiroteado y pierden la vida otro de sus sobrinos y el cochero.
García de la Cadena pidió la intervención del Centro, en carta que dirigió al presidente González por conducto de Porfirio Díaz. Pero fue abandonado al arbitrio de su enemigo, bajo cuyo gobierno seguiría sufriendo, en los meses y los años por venir, atentados contra su vida.

## Aprehensión y fusilamiento
A finales de 1886, tras los rumores de un levantamiento armado en contra de la reelección de Díaz, encabezado por García de la Cadena, se desata una persecución política y militar en contra del segundo. Porfirio manda refuerzos militares a Zacatecas y exige a las autoridades de San Luis Potosí, Coahuila, Chihuahua, Nuevo León y Guanajuato, que estén  alertas para sofocar la revuelta.
El 30 de octubre una fuerza de caballería del estado dio alcance en la hacienda de San Tiburcio al general García de la Cadena, al coronel Lizaldi y a dos mozos que los acompañaban. García de la Cadena, viejo y afligido por sus padecimientos urinarios, yacía tumbado en el piso del carruaje, incapaz de incorporarse e ir sentado. Lizaldi estaba herido de una pierna, pues tuvo la mala fortuna de que el día anterior se le disparara accidentalmente su revólver. No opusieron ninguna resistencia a sus perseguidores, ni podían física ni materialmente oponerla. El jefe de la fuerza los llevó hasta la estación Guzmán, y desde allí pidió instrucciones a Zacatecas. Se le dieron en el sentido de esperar a otro jefe, que las llevaba verbales. Antes de salir de la estación, García de la Cadena pudo telegrafiar a uno de sus allegados en la capital para dar a conocer su situación. "Hemos sido aprehendidos - le dijo -. Avise a mi sobrino Genaro Raigosa para que nos imparta protección, si le es posible."
Raigosa solicitó de las autoridades, en su calidad de diputado, la transferencia de su tío bajo la custodia de las tropas de la Federación. Acudió con ese fin a las oficinas del presidente, pero no consiguió dar él. Don Porfirio, le dijeron, estaba cazando con unos amigos en las colinas de Naucalpan. Era de cualquier forma demasiado tarde.  Esa madrugada García de la Cadena, después de caminar 25 leguas hasta su calvario, acababa de morir fusilado por un pelotón en el patio de la hacienda de la Gruñidora.  El sobrino de García de la Cadena comparó los sucesos de “mátalos en caliente” con el asesinato de su tío, y concluyó su carta así: “Junto a la negra fecha del 25 de junio de 1879, debe colocarse la más negra aún del 1º de noviembre de 1886”. 